# Schisandra macrocarpa
Schisandra macrocarpa är en tvåhjärtbladig växtart som beskrevs av Q.Lin och Y.M.Shui. Schisandra macrocarpa ingår i släktet Schisandra och familjen Schisandraceae. Inga underarter finns listade.